# Kanton Miélan
Der Kanton Miélan war bis 2015 ein französischer Wahlkreis in der Region Midi-Pyrénées. Er lag im Arrondissement Mirande und im Département Gers. Hauptort war Miélan.
Der 19 Gemeinden umfassende Kanton war 192,00 km² groß und hatte 4725 Einwohner (Stand: 2012).

## Gemeinden
| Gemeinde              | Einwohner | Code postal | Code Insee |
| --------------------- | --------- | ----------- | ---------- |
| Aux-Aussat            | 201       | 32170       | 32020      |
| Barcugnan             | 143       | 32170       | 32028      |
| Betplan               | 136       | 32730       | 32050      |
| Castex                | 88        | 32170       | 32086      |
| Duffort               | 141       | 32170       | 32116      |
| Estampes              | 173       | 32170       | 32126      |
| Haget                 | 293       | 32730       | 32152      |
| Laguian-Mazous        | 303       | 32170       | 32181      |
| Malabat               | 87        | 32730       | 32225      |
| Manas-Bastanous       | 105       | 32170       | 32226      |
| Miélan                | 1258      | 32170       | 32252      |
| Montaut               | 117       | 32300       | 32278      |
| Mont-de-Marrast       | 102       | 32170       | 32281      |
| Montégut-Arros        | 286       | 32730       | 32283      |
| Sadeillan             | 79        | 32170       | 32355      |
| Sainte-Aurence-Cazaux | 118       | 32300       | 32363      |
| Sainte-Dode           | 238       | 32170       | 32373      |
| Sarraguzan            | 84        | 32170       | 32415      |
| Villecomtal-sur-Arros | 743       | 32730       | 32464      |